# Americas Rugby Championship 2018
L'Americas Rugby Championship 2018 è stata la terza edizione, con la nuova formula, dell'Americas Rugby Championship competizione internazionale panamericana di rugby a 15 organizzata da Rugby Americas North e Sudamérica Rugby, le confederazioni rispettivamente nord- e sudamericana di rugby.
La vittoria è andata per la seconda volta agli Stati Uniti.

## Squadre partecipanti
- Argentina A
- Brasile
- Canada
- Cile
- Stati Uniti
- Uruguay

## Formula
La formula del torneo è simile a quella del Sei Nazioni europeo: ogni nazionale affronta tutte le altre una volta sola, in un girone all'italiana: di norma, le sedi sono invertite a ogni edizione, quindi una squadra ospita durante un'edizione le avversarie che in quella successiva - o precedente - affronterà o ha affrontato fuori casa, e viceversa.
Sono previsti 4 punti per la vittoria, 2 per il pareggio e 0 per la sconfitta, più due eventuali bonus da 1 punto ciascuno in palio per ogni incontro: uno è destinato alla squadra che nel corso di una partita segni almeno 4 mete, l'altro per la squadra che perda con 7 punti o meno di scarto. Il bonus per le mete viene assegnato solo una volta al raggiungimento della quarta meta.
La classifica è data dalla somma dei punti acquisiti al termine di ogni incontro, e vincitore di un'edizione del torneo è quella squadra che al termine di tutti gli incontri abbia totalizzato il più alto punteggio.

## Risultati

### 1ª giornata
| Arbitro: | Andrew Brace |

|                                                       |      |                                                                                  |
| 17’ Olmstead 24’ Van Der Merw 46’ tecnica 69’ Blevins | mt   | 1’ Silva Pisano 30’ Leivas Ballestrino 42’ Arata Perrone 51’ Dotti Uria 56’ Capo |
| 19’, 27’ Braid                                        | tr   | 2’, 31’, 43’, 52’, 57’ Berchesi Pisano                                           |
| 22’ Braid                                             | c.p. | 75’ Berchesi Pisano                                                              |

| Arbitro: | Pablo de Luca |

|                                |      |                      |
| 7’ tecnica 63’ Garafulic Schar | mt   | 31’ Vettorato        |
| 64’ Ianiszewski                | tr   | 32’ Reeves           |
|                                | c.p. | 16’, 45’, 61’ Reeves |

| Arbitro: | Chris Assmus |

|                                |      |               |
| 59’ Lambon                     | mt   | 38’ Montagner |
|                                | tr   | 39’ Gonzalez  |
| 16’, 42’ Magie 70’, 77’ Hooley | c.p. | 23’ Gonzalez  |

### 2ª giornata
| Arbitro: | Federico Anselmi |

|                                    |      |                                                    |
| 10’ de Wet van Niekerk 35’ Sancery | mt   | 46’ Kessler Lordon 62’ Magno 70’ Rachetti Inciarte |
| 11’ Reeves                         | tr   | 47’, 65’, 71’ Albanell Herrera                     |
| 25’, 27’ Reeves                    | c.p. | 30’, 81’ Albanell Herrera                          |

| Arbitro: | Joaquín Montes |

| |      |                            |
| 15’ Portillo 34’ tecnica 35’ Videla 46’ Resino 51’ Zapata 56’ Ferronato 64’ Granella Vickers 71’ Sbrocco | mt   | 28’ Ianiszewski 40’ Zunino |
| 15’, 36’, 52’, 57’, 72’ Gonzalez 65’ Granella Vickers                                                    | tr   | 41’ Ianiszewski            |
| 11’ Gonzalez                                                                                             | c.p. |                            |

| Arbitro: | Francisco González |

|                                              |      |             |
| 7’ Augspurger 17’, 72’ Matyas 52’ Germishuys | mt   | 22’ Parfrey |
| 8’, 18’, 53’ Magie                           | tr   | 23’ Staller |
| 64’ Hooley                                   | c.p. | 43’ Staller |

### 3ª giornata
| Arbitro: | Chris Assmus |

|                                                                               |      |                            |
| 3’ Augspurger 20’, 43’ Audsley 45’ Campbell 51’ Teo 63’ Al-Jiboori 78’ Lasike | mt   | 48’ Dussaillant 73’ Zunino |
| 43’, 45’, 52’, 64’ Magie 79’ Cima                                             | tr   |                            |
|                                                                               | c.p. | 27’ Ianiszewski            |

| Arbitro: | Henrique Platais |

|                                  |      |                                                              |
| 7’, 14’ Cat Piccardo 47’ tecnica | mt   | 23’ Gonzalez 32’ Ferronato 51’ Schultz 62’ Etchart 72’ Mensa |
| 8’ Albanell Herrera              | tr   | 33’ Gonzalez 63’ Mallia 72’ Mensa                            |
|                                  | c.p. | 36’ Gonzalez                                                 |

| Arbitro: | Kurt Weaver |

|                                                                                           |    |                        |
| 2’ Campbell 8’ Davis 29’ Sears-Duru 39’ Van Der Merwe 46’ Barkwill 60’ Fraser 76’ Du Toit | mt | 80’ de Wet van Niekerk |
| 4’, 9’, 30’, 61’, 77’ O'Leary                                                             | tr |                        |

### 4ª giornata
| Arbitro: | Henrique Platais |

|                          |      | |
| 40’ Bursic 45’ Balbontin | mt   | 18’, 52’, 69’ Diana 24’ Leivas Ballestrino 31’, 47’ Favaro Garcia 59’ de Leon Garcia 64’ Mieres Valente 73’ Blengio Peñalva |
| 46’ Ianiszewski          | tr   | 18’, 24’, 31’, 53’ Albanell Herrera 60’ Favaro Garcia 53’, 55’, 70’ de Leon Garcia                                          |
| 10’ Ianiszewski          | c.p. | 13’, 21’ Albanell Herrera                                                                                                   |

| Arbitro: | Francisco González |

|                     |      |                                                                              |
| 34’ Duque           | mt   | 4’ Teo 11’ Moungaloa 19’ Campbell 27’, 72’ Germishuys 67’ Lamborn 71’ Lasike |
| 35’ Duque           | tr   | 12’, 20’, 28’ Magie 73’ Cima                                                 |
| 8’, 58’, 62’ Reeves | c.p. |                                                                              |

| Arbitro: | Joaquín Montes |

|                                                                      |      |                       |
| 5’ Mensa 24’ Alvarez Fourcade 27’, 45’ Resino 47’ Barkwill 75’ Arias | mt   | 31’ Barkwill 55’ Mack |
| 25’, 28’, 46’, 48’ Mallia 76’ Gonzalez                               | tr   | 56’ Staller           |
|                                                                      | c.p. | 11’ Staller           |

### 5ª giornata
| Arbitro: | Federico Anselmi |

|                                                       |    | |
| 44’ Arata Perrone 52’ Cat Piccardo 70’ Mieres Valente | mt | 5’ Lamborn 7’, 42’ Teo 21’ Fawsitt 27’ tecnica 29’ Augspurger 37’ Germishuys 55’ Whippy 74’ Wooching |
| 44’, 52’ Albanell Herrera                             | tr | 5’, 8’, 22’, 30’, 43’, 56’ Magie 75’ Cima                                                            |

| Arbitro: | Pablo de Luca |

|                                 |      |                                               |
| 72’ Urrutia 75’ Escobar Alvarez | mt   | 9’ Lloyd 25’ Rumball 39’ Baillie 67’ Ferguson |
| 73’, 76’ Ianiszewski            | tr   | 26’, 40’ McRorie                              |
| 13’ Ianiszewski                 | c.p. | 2’, 43’, 77’ McRorie                          |

| Arbitro: | Francisco González |

|              |      |                                             |
| 38’ Canterle | mt   | 19’ Zapata 36’ Ezcurra 45’ Ureta 50’ Resino |
|              | tr   | 20’, 37’, 21’, 51’ Gonzalez                 |
| 22’ Reeves   | c.p. |                                             |

## Classifica
|  | Squadra     | G | V | N | P | P+  | P-  | diff. | B | PT |
|  | ----------- | - | - | - | - | --- | --- | ----- | - | -- |
|  | Stati Uniti | 5 | 5 | 0 | 0 | 197 | 68  | +129  | 4 | 24 |
|  | Argentina   | 5 | 4 | 0 | 1 | 169 | 69  | +100  | 5 | 21 |
|  | Uruguay     | 5 | 3 | 0 | 2 | 168 | 157 | +11   | 2 | 14 |
|  | Canada      | 5 | 2 | 0 | 3 | 132 | 129 | +3    | 3 | 11 |
|  | Brasile     | 5 | 1 | 0 | 4 | 63  | 159 | -96   | 0 | 4  |
|  | Cile        | 5 | 0 | 0 | 5 | 71  | 218 | -147  | 1 | 1  |

## Americas Rugby Challenge
Da questa stagione Rugby Americas North e Sudamérica Rugby, visto il successo del Americas Rugby Championship hanno deciso di istituire un torneo di seconda divisione chiamato Americas Rugby Challenge a cui parteciperanno due squadre della "Rugby Americas North" e due della Sudamérica Rugby. Il torneo si svolgerà dal 26 agosto al 1º settembre a Medellín in Colombia.

### Squadre partecipanti
- Colombia
- Guyana
- Messico
- Paraguay

### Incontri
| Data              | Incontro            | Risultato | Sede     |
| ----------------- | ------------------- | --------- | -------- |
| 25 agosto 2018    | Paraguay ― Messico  | 45–36     | Medellín |
| 26 agosto 2018    | Colombia ― Guyana   | 71–7      | Medellín |
| 29 agosto 2018    | Guyana ― Paraguay   | 7–86      | Medellín |
| 29 agosto 2018    | Colombia ― Messico  | 45–0      | Medellín |
| 1* settembre 2018 | Messico ― Guyana    | 48–36     | Medellín |
| 1* settembre 2018 | Colombia ― Paraguay | 36–29     | Medellín |

|  | Classifica | G | V | N | P | PF  | PS  | diff. | BM | BS | PT |
|  | ---------- | - | - | - | - | --- | --- | ----- | -- | -- | -- |
|  | Colombia   | 3 | 3 | 0 | 0 | 152 | 36  | +116  | 3  | 0  | 15 |
|  | Paraguay   | 3 | 2 | 0 | 1 | 160 | 79  | +81   | 3  | 1  | 12 |
|  | Messico    | 3 | 1 | 0 | 2 | 84  | 126 | -42   | 2  | 0  | 6  |
|  | Guyana     | 3 | 0 | 0 | 3 | 50  | 205 | -155  | 1  | 0  | 1  |

- Colombia Campione Americas Rugby Challenge 2018

### Qualificazione al Americas Rugby Challenge 2019
| Data            | Incontro              | Risultato | Sede        |
| --------------- | --------------------- | --------- | ----------- |
| 9 febbraio 2019 | Isole Cayman ― Guyana | 58-14     | George Town |